# Jaborandi (Bahia)
Jaborandi é um município brasileiro do estado da Bahia. Localiza-se a uma latitude 13º37'10" sul e a uma longitude 44º25'58" oeste, estando a uma altitude de 448 metros. Possui uma área de 9955,1 km², sendo o 132º maior município em área do Brasil.
A cidade está localizada a 907 km da capital estadual Salvador, a 575 km da capital federal Brasília e a 214 km de Barreiras que é a principal cidade do oeste da Bahia.

## Representação política
A Câmara Municipal é composta de 9 vereadores. No primeiro turno das eleições municipais de 2012, tinha 7.321 eleitores inscritos. Dos 6.646 votos apurados, 79 foram brancos e 239 nulos; 6.328 válidos, tendo ocorrido 675 abstenções. Atualmente a Câmara Municipal e composta pelos seguintes vereadores: Angelo dos Santos Araújo (PV) (presidente), Dárcio Vilas Boas Caetano (PV), Miguel Pereira de Moura (PSDB), Elisaudo Gonçalves Correia (PSDB), João Fabrício Souza Silva (PSDB), Aroldo Rodrigues de Souza (PSL), Edson Souza de Carvalho (PSL), Agustinho Alves dos Santos (PMDB) e Santina da Conceição Silva dos Santos (PMDB).
O prefeito é Assuéro Alves de Oliveira (PSDB).